# Blooper
Een blooper is een take tijdens film-, radio-, podium- of televisieopnames en voorstellingen die verknoeid wordt door onvoorziene omstandigheden. Vaak gaat er iets mis doordat een acteur of lid van de entourage een fout maakt of er door onmacht iets misloopt tijdens de voorstelling. Dit soort van bloopers veroorzaakt soms de slappe lach bij zowel de acteurs, presentatoren en het publiek, waardoor soms de hele uitzending of voorstelling een tijdje niet voortgezet kan worden. Tijdens live-uitzendingen of voorstellingen kunnen deze onverwachte situaties niet meer rechtgezet worden en hangt het van de ervaring van de acteur of presentator af of hij de rest van de show nog kan redden.
Bij filmopnames worden deze gefilmde bloopers achteraf weggeknipt, maar soms worden ze bewaard voor programma's die zulke scènes compileren. Als een blooper in een komische film of serie plaatsvindt zendt men deze scènes ook weleens uit als extraatje tijdens de aftiteling, zoals bij Farce Majeure, The Fresh Prince of Bel-Air en de films van Jackie Chan.
Ook fouten die door de filmmakers niet worden opgemerkt, maar later door aandachtige kijkers wel, worden tot de bloopers gerekend. Een populaire term voor dit verschijnsel is goof, een term die door de website IMDb gebruikt wordt. Op deze en andere sites worden deze fouten vaak uitgebreid beschreven en bekritiseerd.

## Voorbeelden van bloopers
- Acteurs, journalisten of presentatoren die zich verspreken of hun tekst of een bepaald woord vergeten.
- Een acteur die zijn evenwicht verliest en omvalt.
- Twee acteurs die elkaar tijdens een vechtscène per ongeluk echt fysiek kwetsen.
- Een stuk decor dat omvalt, iets breekbaars dat wordt omgestoten, iets vliegt per ongeluk in brand, de lichten vallen uit, apparatuur doet het niet.
- Personen, dieren of voorwerpen die op het verkeerde moment iets doen of laten plaatsvinden. Vooral dieren gedragen zich vaak erg onvoorspelbaar en vallen soms mensen aan of doen hun natuurlijke behoefte op de set.
- Tijdens een ernstige scène krijgen de acteurs ineens minutenlang de slappe lach.
- Een interviewer die blundert doordat hij over een onderwerp begint dat gevoelig ligt bij de gast. Soms wordt de gast hierdoor woedend of barst in tranen uit. Dit soort van bloopers wordt meestal niet gecompileerd in humoristische uitzendingen.
- De enige bloopers die zelden tot nooit op televisie worden uitgezonden zijn opnames waarbij een van de acteurs, presentatoren of gasten onverwacht overlijdt. Dit overkwam onder meer Tommy Cooper, Steve Irwin en Brandon Lee.

## Voorbeelden van goofs
- Vooral tijdens historische films kunnen er veel onverwachte anachronistische fouten optreden: acteurs die hun horloge nog aanhebben, rookpluimen van vliegtuigen in de hemel, autowielsporen in het zand.
- Tijdens de montage kunnen er chronologische fouten ontstaan: kaarsen die tijdens het begin van een scène korter zijn dan bij het einde, acteurs die ineens een ander kostuum aanhebben, dag- en nachtopnames die elkaar om de haverklap afwisselen.

## Programma's waarin veel bloopers worden uitgezonden
- Laat ze maar lachen (RTL 4)
- JENSEN! Breaking News (RTL 5)
- De 25 grootste blunders (SBS6)
- De Wereld Draait Door (De TV Draait Door) (NPO 1)